# Stelis wettsteiniana
Stelis wettsteiniana är en orkidéart som beskrevs av Rudolf Schlechter. Stelis wettsteiniana ingår i släktet Stelis och familjen orkidéer. Inga underarter finns listade i Catalogue of Life.